# Бьянки (коммуна)
Бьянки (итал. Bianchi) — коммуна в Италии, располагается в регионе Калабрия, подчиняется административному центру Козенца.
Население составляет 1543 человека, плотность населения составляет 48 чел./км². Занимает площадь 32 км². Почтовый индекс — 87050. Телефонный код — 0984.
Покровителем коммуны почитается святой апостол Иаков Старший, празднование 25 июля.